# São Domingos
São Domingos es un municipio caboverdiano situado en la isla de Santiago.

## Historia
El municipio de São Domingos se formó principalmente para aliviar a la ciudad capital del país, Praia, de las dificultades administrativas que representaba administrar a esta gran ciudad junto a otros establecimientos agrarios que ahora pertenecen al municipio de São Domingos.

## Geografía
El municipio de São Domingos posee dos carreteras, una de los cuales se ha ampliado a tres carriles y fue pavimentada en 2004. Los dos principales asentamientos del municipio son la ciudad de São Domingos y Praia Baixo, São Domingos (población: 13 000 personas) es la mayor ciudad. Pequeños asentamientos rodean la zona son Água do Gato, Achada Banana y Rui Vaz, que se encuentra al borde de un acantilado de 1 km de altura con vistas Ribeirão Galinha. Mientras que Rui Vaz y Praia Baixo son los principales centros de atracción turística, el turismo no constituye un factor importante en la región que es abrumadoramente dependiente de la economía agraria. 
Tierras aptas para el cultivo cubren la zona oriental y central, donde el escurrimiento desde el centro de la isla permite un mayor nivel freático de los suelos. 
Dominan las montañas en la frontera occidental, donde el relieve escarpado y la falta de escurrimiento de agua de lluvia hace que la agricultura a gran escala no sea práctica.

## Organización territorial
Consta de dos freguesias:
- Nossa Senhora da Luz
- São Nicolau Tolentino

## Demografía
| Gráfica de evolución demográfica de São Domingos entre 1980 y 2021 |
| |
| Población del municipio entre los años 1940 y 2010 según el censo de población de la página web Opendataforafrica.org. Población estimada según el Instituto Nacional de Estatística de Cabo Verde. Población según el resultado censal preliminar de 2021 del Instituto Nacional de Estatística de Cabo Verde según la página web citypopulation.de. |

## Servicios públicos

### Educación
A comienzos del año 2006 comenzó a funcionar la Escuela de Formación Profesional Variante, donde los alumnos aprenden oficios como el de mecánico, carpintero, electricista, auxiliar de topografía.

### Sanidad
Existe de un centro de salud con servicio de urgencias las 24h, en la zona de Neta Gomes.

## Patrimonio cultural inmaterial

### Festividades
El 8 de agosto son las fiestas de Nuestra Señora de la Luz.
El 10 de septiembre en la fiesta de San Nicolás de Tolentino.

## Ciudades hermanadas
- Bembibre, España.